# Andrei Eriomenko
Andrei Ivanovici Eriomenko (în rusă Андре́й Ива́нович Ерёменко; n. 2/14 octombrie 1892, Markivka, Imperiul Rus – d. 19 noiembrie 1970, Moscova, RSFS Rusă, URSS) a fost un mareșal al Uniunii Sovietice.
A avut o carieră lungă, inegală în cel de-al Doilea Război Mondial.
Luptând pe mai multe fronturi a fost comandant al celor mai multe armate ca oricare alt general al Armatei Roșii, exceptându-l poate pe Markian Popov.
Era dotat cu un simț tactic excelent, dar a rămas în umbra celor mai ofensivi comandanți: Konstantin Rokosovski, Gheorghi Jukov și Ivan Konev.